# Малавийско-турецкие отношения
Малавийско-турецкие отношения — двусторонние дипломатические отношения между Малави и Турцией.

## История
Во время переговоров, посвящённых созданию Федерации Родезии и Ньясаленда, чёрное большинство в Малави не поддержало её, утверждая, что она принесёт пользу европейским поселенцам, а не африканцам. Турция выразила озабоченность, когда в 1953 году была создана Федерация Родезии и Ньясаленда, и поддержала Африканский конгресс Ньясаленда, который стремился создать страну с правлением большинства на дипломатической основе. В 1958 году Хастингс Банда, член Африканского конгресса Ньясаленда, был отправлен в тюрьму. Турция поддержала Комиссию Девлина 1959 года, которая реабилитировала Хастингса Банду. В итоге Малави провозгласила свою независимость 6 июля 1964 года.
После провозглашения независимости Малави Турция оказывала ей ограниченную экономическую помощь.
Согласно оценке МИД Турции, двусторонние отношения между Турцией и Малави остаются относительно ограниченными, политических проблем не наблюдается.

## Визиты
Хотя министр иностранных дел и международного сотрудничества Малави (трижды в кулуарах международных встреч) и другие министры посетили Турцию с официальными визитами, президентских и министерских визитов из Турции в Малави пока не было.
9—13 мая 2011 года министр образования, науки и технологий Малави Питер Мутарика посетил Турцию по случаю 4-й Конференции ООН по наименее развитым странам и Первой обзорной конференции на уровне министров между Турцией и Африкой 15—16 декабря 2011 года в качестве министра иностранных дел.

## Экономические отношения
Объём торговли между двумя странами в 2019 году составил 21,018 млн $ (экспорт/импорт Турции: 4,665/16,354 млн $). Основными экспортными товарами Турции в Малави являются дрожжи, детали машин, склады железа и стали, алюминиевые прутки и профили, сборные конструкции, счётчики газа, воды, электроэнергии и прицепы. Регулярно импортируемые Турцией товары из Малави — это табак и табачные изделия.
Турция оказывает Малави помощь в целях развития в различных областях через Турецкое агентство по сотрудничеству и координации (TİKA).
1992 года правительство Турции предоставляет стипендии малавийским студентам в рамках программы стипендий «Türkiye Scholarships».

## Дипломатические представительства
17 июня 1971 года правительство Турции аккредитовало своё посольство в Найроби в Малави. В 2011 году посольство Турции в Лусаке было аккредитовано в Малави. Малави представлена в Турции через своё посольство в Берлине.
Турция готова открыть постоянное посольство в Малави. Министерство иностранных дел и международного сотрудничества Малави дало согласие на открытие посольства. В настоящее время предпринимаются попытки открыть посольство Турции в Лилонгве.